# Anginopachria ullrichi
Anginopachria ullrichi – gatunek wodnego chrząszcza z rodziny pływakowatych, podrodziny Hydroporinae i plemienia Hyphydrini.

## Taksonomia
Gatunek opisany został w 1999 roku przez Michaela Balke i Larsa Hendricha jako Allopachria ullrichi. W 2001 roku Wewalka, Balke i Hendrich przenieśli go do nowego rodzaju Anginopachria, ustanawiając go jego gatunkiem typowym. Holotypem jest samiec, a paratypami 2 samice i 1 samiec. Nazwa nadana na cześć G. Ullricha, który odłowił okazy typowe.

## Opis
Ciało długości od 1,5 do 1,7 mm, wydłużone, ścięte na wierzchołkach, silnie grzbietobrzusznie spłaszczone. Grzbietowa część ciała błyszcząca, czarna z wyjątkiem krótkich ciemnorudych linii po bokach głowy, dużej ciemnorudej plamy w barkowej części pokryw i mniejszej, żółtawej, w ich części przedwierzchołkowej. Odnóża i czułki rude. Spód ciała czarniawy. 1 i 2 człon czułków szersze niż pozostałe. Przedplecze i pokrywy pokryte rzeźbą w postaci krótkich, poprzecznych cięć. Na pokrywach obecnych kilka większych punktów. Środkowy płatek aedeagusa dwuwidlasty, wierzchołkowo i podwierzchołkowo uszczeciniony. Paramery zlane ze sobą, wierzchołkowo oszczecinione.

## Występowanie
Gatunek ten jest endemitem Malezji.